# Casal Lambda
El Casal Lambda és un centre associatiu de Barcelona que té com a objectiu la normalització del fet homosexual. És una emanació del Front d'Alliberament Gai de Catalunya (FAGC), que va crear-se el 1976 sota el nom d'Institut Lambda, per Armand de Fluvià i Escorsa. Va ser el primer centre LGTB de tot l'estat espanyol. L'objectiu principal del Casal Lambda és la normalització social de l'homosexualitat per serveis destinats tant als LGT com al gran públic i per accions culturals, d'informació i de sensibilització destinades a la societat sencera: les institucions públiques, els partits polítics, l'ensenyament i qualsevol entitat interessada.

## Context històric
Durant decennis de repressió no solament per les institucions franquistes, però també per una societat masclista, només reunions clandestines i discretes havien estat possibles. A una època a la qual tot era de construir i tampoc no hi havia cap iniciativa comercial, la necessitat d'un espai de trobada i orientació per a gais i a lesbianes, així com un centre d'informació i documentació sobre sexualitat va palesar-se, al costat d'un grup d'acció, el FAGC.
El 2016 va celebrar els seus 40 anys amb una exposició commemorativa a l'Institut Francès. El setembre del mateix any va canviar la ubicació de la seva seu i es va situar a l'estació de França. Durant el 2014 el Casal Lambda va organitzar una sèrie de debats sobre el col·lectiu LGBT sota el títol Els 40 miralls.

## Activitats
La revista Lambda és la publicació degana del moviment Gai a l'Estat espanyol, s'edita des de gener de 1978 amb la missió de difondre les activitats del Casal Lambda. La revista i el seu contingut responen a una manera d'entendre la vida i les relacions entre les persones i pretén ésser la veu del Casal Lambda en temes d'igualtat de drets personals, incidint en els temes relacionats amb l'orientació sexual i en específic amb l'orientació homosexual.
L'entitat organitza diverses activitats i espais, com per exemple el Centre de Documentació, obert a tothom, el qual conté un fons documental extensiu sobre temàtica homosexual, una biblioteca, una videoteca i hemeroteca, amb publicacions d'arreu i un arxiu històric del moviment gai i lèsbic. També s'organitza la Mostra Internacional de Cinema Gai i Lesbià, que és un festival de cinema de temàtica LGTB que se celebra anualment a Barcelona. Al llarg de dues setmanes a principis del mes de juliol es projecta una selecció de llargmetratges, documentals i curtmetratges LGTB. Aquest festival va ser creat el 1995, essent la primera mostra LGTB del país. El nom del festival és un homenatge a la revista novaiorquesa homònima de finals dels anys vint, FIRE!!, dirigida per l'escriptor negre i homosexual Richard Bruce Nugent, retratat en una de les pel·lícules més emblemàtiques del festival, Brother to Brother, que es va projectar en una edició del festival. A més, també destaca la convocatòria dels premis Lambda que són atorgats a obres d'art de temàtica LGBT en les categories fotografia, còmics, poesia i contes.

## Fons
El 2007, la biblioteca de l'Arxiu Nacional de Catalunya (ANC) va elaborar el catàleg del fons bibliogràfic Moviment Gai (Armand de Fluvià i Escorsa). Els fons està compost de dues parts: una biblioteca d'uns 2000 llibres de temàtica gai i un fons documental amb documents originals des dels anys de clandestinitat, i de l'inici del Casal Lambda i del Front d'Alliberament Gai de Catalunya.